# Truppenübungsplatz Hochfilzen

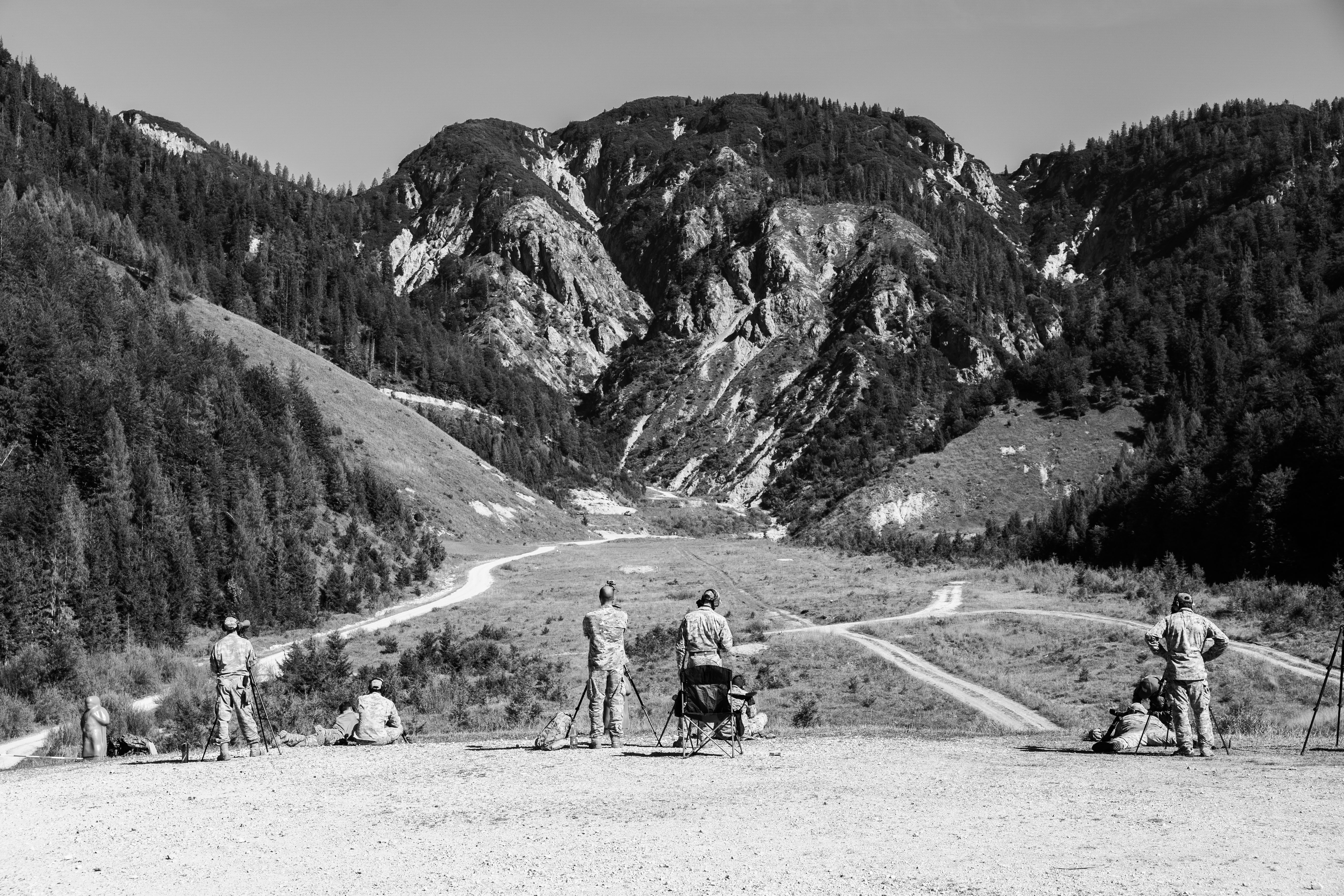
Scharfschützenausbildung auf dem Truppenübungsplatz Hochfilzen (2021)

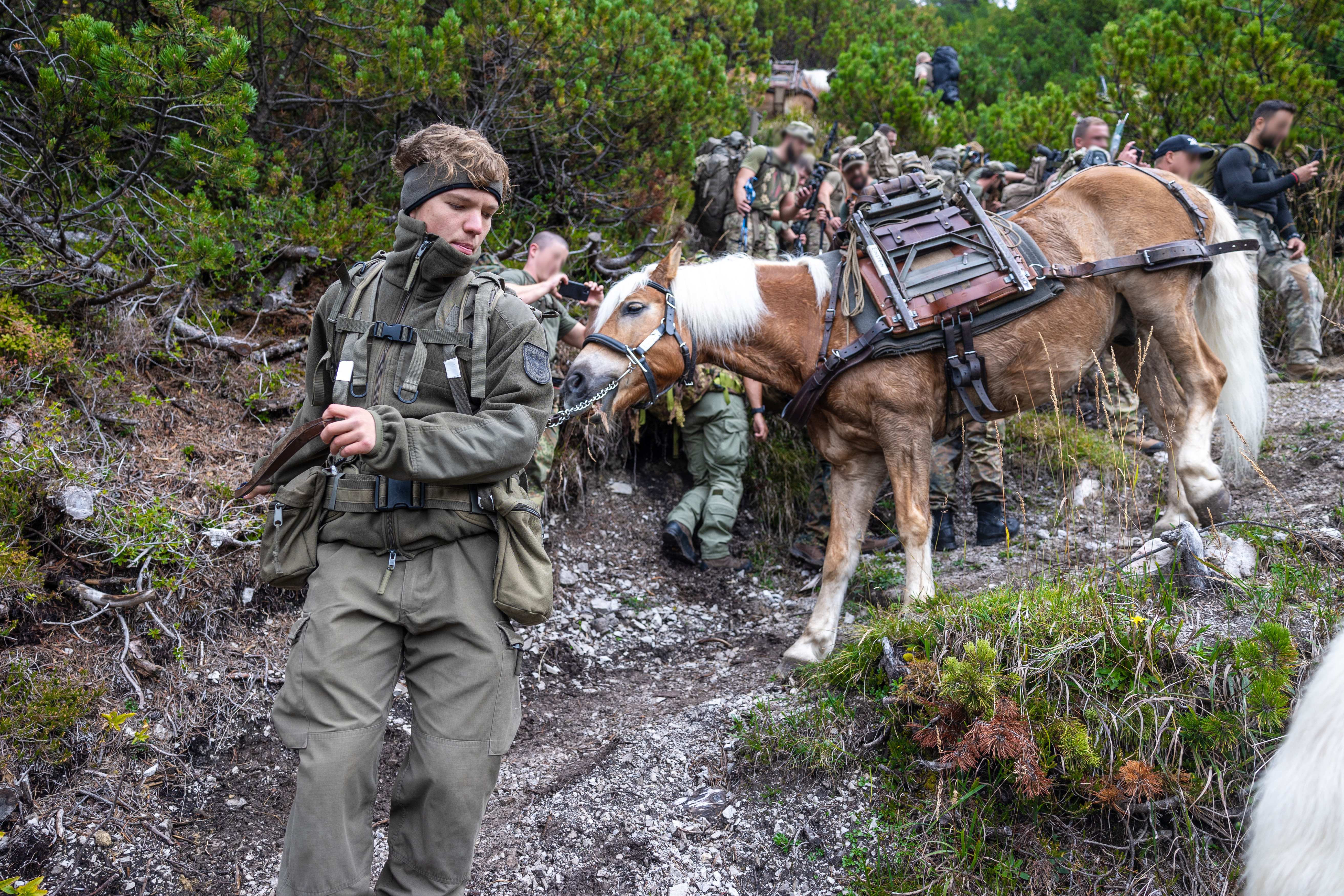
Tragtierkompanie auf dem Gelände von Hochfilzen (2021)

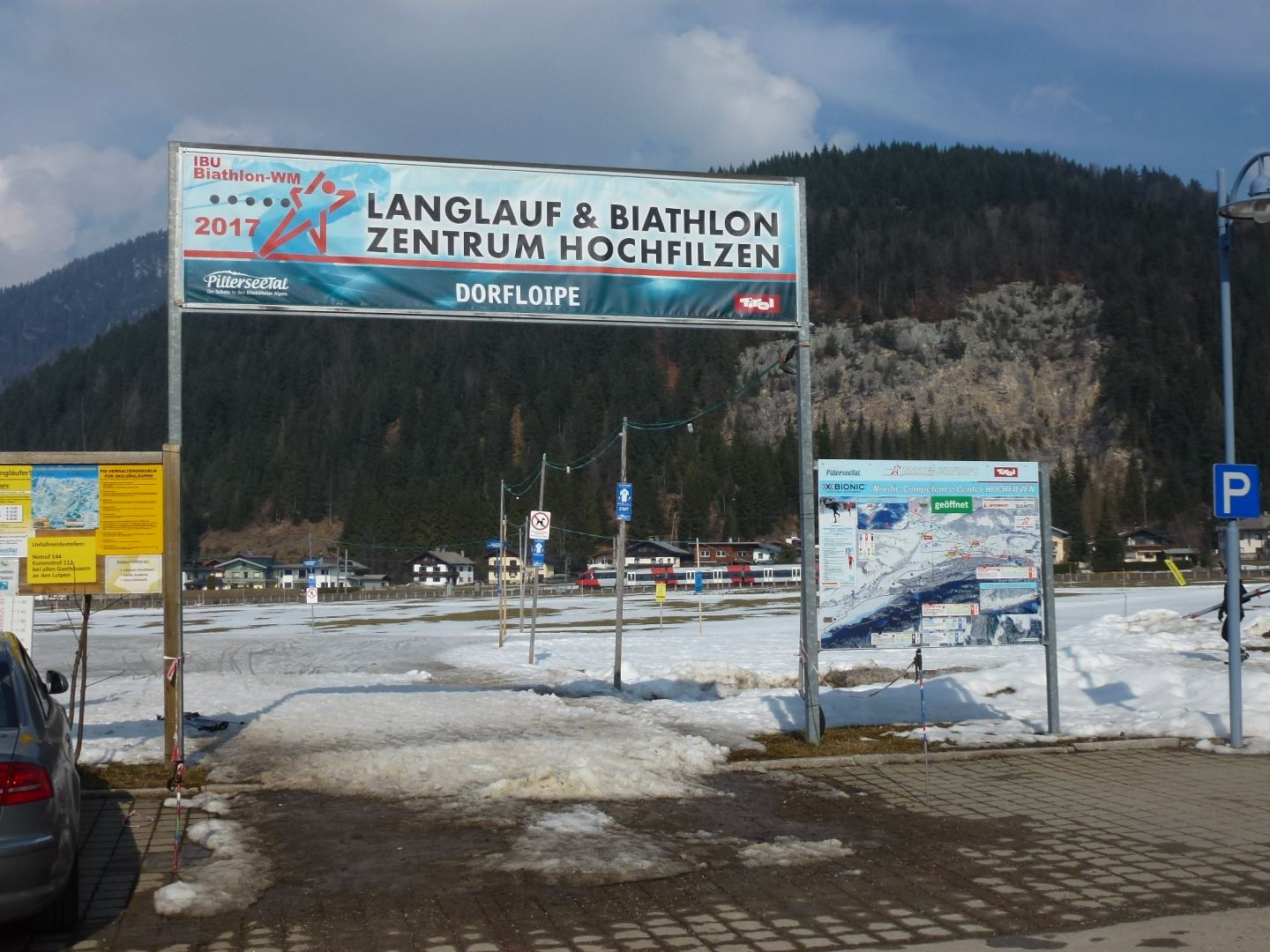
Biathlonstadion Hochfilzen (2014)

Der Truppenübungsplatz Hochfilzen befindet sich im Gebiet der Gemeinde Hochfilzen in Tirol. Er wird traditionell vom Militärkommando Salzburg betreut. Der Truppenübungsplatz umfasst ca. 1400 Hektar gebirgiges Gelände im Bereich der westlichen Ausläufer der Leoganger Steinberge.
Dieser Truppenübungsplatz wurde 1878 von der k.u.k. Armee als Artillerieschießplatz in Betrieb genommen. Daher sind auch die hl. Barbara und eine Granate im Wappen des Truppenübungsplatzes. Als solcher wurde er bis 1907 betrieben und danach wieder stillgelegt.
1939 hat die Deutsche Wehrmacht nach ihrem Einmarsch in Österreich den Übungsplatz reaktiviert und dort eine Seilbahn-Pionierschule eingerichtet. Vom Kriegsende bis 1955 belegten dann französische und amerikanische Besatzungstruppen den Übungsplatz. 1956 übernahm das Österreichische Bundesheer das Areal und nutzte es ab 1958 als Schießplatz für alle beim ÖBH eingeführten Waffen und vor allem für die Alpinausbildung.
Im Jahr 2007 wurden alle im Bundesheer bestehenden Tragtiereinheiten in einem neuen Tragtierzentrum am Truppenübungsplatz Hochfilzen zusammengeführt. Derzeit sind hier 52 Tragtiere untergebracht, die von 20 Berufssoldaten und 45 Grundwehrdienern versorgt werden. Hauptaufgabe des Tragtierzentrums ist die Unterstützung der Truppe durch den Transport von Waffen, Munition, Verpflegung und anderen Versorgungsgütern, bisweilen kommt es auch bei einem Auslandseinsatz zu einem Bedarf an Tragtieren.
Wegen der klimatisch extremen Verhältnisse mit zeitig einsetzenden Schneefällen und stabilen Schneehöhen wurde im Bereich des Truppenübungsplatzes von 1965 bis 1967 ein Biathlon- und Skilanglaufstadion errichtet. Seit Dezember 1986 finden hier regelmäßig auch Biathlon-Weltcuprennen statt. Großereignisse waren die Biathlon-Junioren-Weltmeisterschaften im Jahr 1978 und 2000 sowie die Biathlon-Weltmeisterschaften im Jahr 1978, 1998 (zugleich Olympiade), 2005 und 2017.